# Kute Rayang
Kute Rayang is een bestuurslaag in het regentschap Aceh Tengah van de provincie Atjeh, Indonesië. Kute Rayang telt 187 inwoners (volkstelling 2010).